# Fronte Nazionale di Liberazione - Bahrain
Il Fronte Nazionale di Liberazione - Bahrain (in arabo جبهة التحرير الوطني البحرانية) è stato un partito politico marxista-leninista clandestino operante in Bahrein. Fu fondato nel 1954 da attivisti del Partito Tudeh dell'Iran.
Negli anni 1970 l'FNL rappresentava la principale forza politica del Paese e subì una dura repressione e molti suoi leader ed attivisti furono costretti all'esilio.
All'inizio degli anni 2000 a molti esiliati fu concesso di ritornare in patria e da allora si sono impegnati politicamente in altre organizzazioni. Prima delle elezioni del 2002 l'FNL lanciò la Tribuna Progressista Democratica che è considerata l'erede della vecchia formazione.